# Île Vanier
Île Vanier – jedna z arktycznych wysp Kanady na terytorium Nunavut. Jest położona pomiędzy wyspami Cameron Island i Massey Island. Ma powierzchnię 1126 km².